# Dan Șova

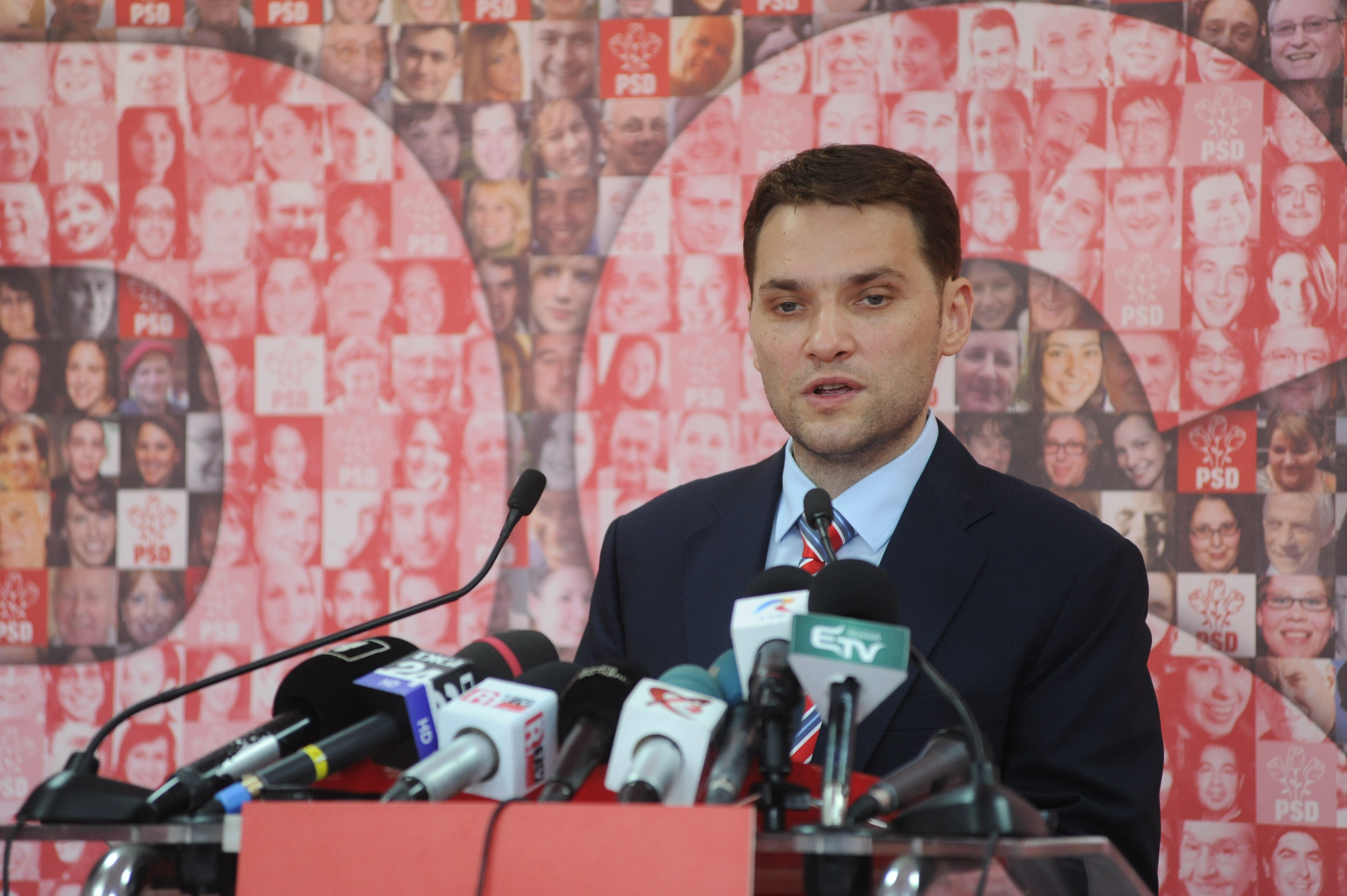
Dan Șova (2014)

Dan Șova (* 9. April 1973 in Bukarest, Rumänien) ist ein rumänischer Politiker der Sozial-Demokratischen Partei (PSD). Seit 2008 ist er Senator und seit August 2012 Minister im Kabinett Ponta.
Seine Amtszeit fällt in die Zeit der rumänischen Staatskrise 2012.

## Leben und Werk
Neben Rechtswissenschaften studierte Șova in Bukarest auch Geschichtswissenschaft. Er war als Rechtsanwalt tätig und seit 2008 Senator der sozialdemokratischen Partei PSD für den Kreis Olt.
Holocaustleugnung
Șova hatte im März 2012 seine Funktion als PSD-Pressesprecher verloren, nachdem er öffentlich das Pogrom von Iași geleugnet und Ion Antonescu, Diktator im Königreich Rumänien, verherrlicht hatte. Obwohl historisch zweifelsfrei belegt ist, dass dem Pogrom in Rumänien mehr als 13.000 Menschen zum Opfer fielen, behauptete Șova, dass „historische Fakten zeigen, dass in Iași 24 rumänische Staatsbürger jüdischer Abstammung von deutschen Soldaten getötet wurden. […] Rumänische Soldaten waren nicht beteiligt.“ In einer vom Landesinstitut für das Studium des rumänischen Holocaust Elie Wiesel (INSHR-EW) verbreiteten Presseerklärung wurden die Ausführungen des sozialdemokratischen Politikers scharf kritisiert und als eine Übertretung der rumänischen Gesetzesbestimmungen beschrieben. Die Romaorganisation Romani CRISS und das MCA (Zentrum zur Bekämpfung des Antisemitismus in Rumänien) stellten gegen den Senator Strafanzeige wegen Holocaustleugnung. Șova wurde daraufhin nach einer öffentlichen Entschuldigung von Victor Ponta nach Washington, D.C. geschickt, damit er sich im United States Holocaust Memorial Museum über die historischen Fakten informieren könne.
Șova wurde am 6. August 2012 zum neuen Minister für die Beziehungen zum Parlament ernannt. Seine Aufnahme in die rumänische Regierung stieß auf heftige Kritik. Efraim Zuroff vom Simon Wiesenthal Center in New York sagte im rumänischen Fernsehen, diese Entscheidung sei „absolut empörend“ und „peinlich für die Regierung und das Land“. Auf die Frage, wie er es sich erkläre, dass ein junger Politiker in Rumänien den Holocaust leugnen könne, sagte Zuroff: „Das kommt von der Ignoranz, wahrscheinlich vom Rassismus und Antisemitismus, vielleicht auch vom Ultranationalismus.“
Șova gehört zu den engsten Vertrauten des etwa gleich alten Victor Ponta. Er selbst klagte, seine Äußerungen seien „entstellt“ und „aus dem Zusammenhang“ gerissen worden, er habe nie die Absicht gehabt, den Holocaust in Rumänien zu leugnen. Er führte die negativen internationalen Reaktionen auf Missverständnisse zurück und räumte lediglich ein, dass ihm Fehler in der Kommunikation unterlaufen sein könnten.
Seit 2006 ist in Rumänien ein Gesetz in Kraft, das die Leugnung des Holocausts mit bis zu fünf Jahren Haft bestraft.
Korruptionsvorwurf
Die sozialdemokratische Parlamentsmehrheit lehnte es Anfang 2015 ab, die Immunität Șovas aufzuheben. Gegen Șovas sollte wegen schwerer Korruption ermittelt werden.